# Viasat Россия
Виасат — российская медиагруппа со штаб-квартирой в Москве. В структуру медиагруппы входит 13 платных телеканалов и стриминговый сервис viju. Восемь телеканалов распространяются в базовых пакетах кабельных и спутниковых операторов, а шесть телеканалов компании объединены в пакете viju+. Трансляция осуществляется в сетях кабельных и спутниковых операторов на территории России и стран СНГ.

## История

### 2001—2010
В 2001 году шведский медиахолдинг MTG выкупил 75 % акций российской телевизионной компании «Дарьял ТВ» (ДТВ-Viasat, ранее «Невский канал»).
В 2003 году на территории России и стран СНГ началось вещание двух новых телеканалов — телеканал зарубежного кино TV1000 и документально-развлекательный телеканал о приключениях, путешествиях и технологиях Viasat Explore.
В начале мая 2004 года компания Viasat Broadcasting (дочерняя компания MTG) запустила на территории России и стран СНГ телеканал о мировой истории Viasat History.
1 октября 2005 года в России и СНГ был запущен новый телеканал отечественных фильмов TV1000 Русское Кино. Канал занимает первое место по накопленному охвату среди всех платных телеканалов России.
В ноябре 2006 года в России и странах СНГ был добавлен спортивный канал Viasat Sport (в 2013 году была запущена HD-версия). В этом же году телеканал TV1000 Русское кино начал вещание в США в сети Dish Network.
1 сентября 2008 года начал трансляцию канал зарубежных блокбастеров и боевиков TV1000 Action, ориентированный преимущественно на мужскую аудиторию.
В 2010 году в портфолио Виасат добавились ещё 2 телеканала — в мае в России и СНГ запустился научно-познавательный телеканал о природе и животных Viasat Nature, а в октябре начал вещание образовательный телеканал для всей семьи Da Vinci, права на вещание которого в России и СНГ компания Виасат выкупила у германской телекомпании Da Vinci Media GmbH.

### 2010—2023
В октябре 2012 года на территории России и стран СНГ был запущен пакет телеканалов ViP, который включил в себя 6 телеканалов разных жанров: канал премьер фильмов и сериалов ViP Premiere, канал блокбастеров и громких кинофраншиз ViP Megahit, круглосуточный канал комедий ViP Comedy, два канала на одной кнопке — о природе и животных Viasat Nature HD и исторический Viasat History HD, спортивный канал Viasat Sport HD и канал, транслировавший крупнейшие мировые турниры по гольфу, Viasat Golf HD.
В апреле 2014 года компания провела ребрендинг 8 каналов, в результате чего были изменены логотипы и эфирное оформление каналов TV1000, TV1000 Action, TV1000 Русское Кино, Viasat History, Viasat Nature, а также Viasat History HD и Viasat Nature HD, которые вошли в пакет телеканалов Viasat Premium HD.
1 июня 2016 года 5 флагманских телеканалов Виасат — TV1000, TV1000 Русское Кино, TV1000 Action, Viasat Explore, Viasat History перешли на вещание в формате высокой четкости (HD).
Компания Виасат заключила контракты с крупнейшими киностудиями — Disney/20th Century Fox, Sony Pictures Television, Warner Bros., NBCUniversal, Metro Goldwyn Mayer и другими — и получила возможность транслировать кинопремьеры в пакете ViP с минимальным окном после кинотеатрального проката (3 — 6 месяцев).
В 2016 году российская компания Виасат, к тому времени включающая уже 13 телеканалов, распространяемых на территории России и стран СНГ, стала частью Национальной медиа группы.
25 октября 2017 года Виасат объявила об изменении логотипов премиального пакета Viasat Premium и онлайн-кинотеатра TV1000Play, транслируемых в качестве Full HD и пятиканальным звуком Dolby Digital, объединив их под общим брендом ViP.
С января 2019 года телеканал Viasat Golf HD прекратил вещание, а подписчикам пакета каналов ViP был предложен сериальный телеканал ViP Serial. Пакет телеканалов доступен в сетях подавляющего большинства российских операторов платного ТВ — Ростелеком, Дом.ру (ЭР-Телеком), Орион-Экспресс, МТС, Билайн, Акадо-Телеком и других операторов.
Пять из восьми телеканалов компании Виасат входят в ТОП-25 тематических каналов России по накопленному охвату, согласно российской исследовательской компании Mediascope. Два из них — TV1000 Русское кино и TV1000 занимают первую и вторую строчки рейтинга соответственно.
В июне 2020 года ведущий мировой продюсер и дистрибьютор Fremantle объявил о новом долгосрочном лицензионном соглашении с компанией Виасат, в рамках которого российской медиагруппе предоставлено ежегодное лицензирование 5 новых премьерных сериалов, начиная с трансляции таких проектов как «Молодой папа», «Дублинские убийства», «Мерлин», «Германия 83», «Германия 86».В этом же месяце, в продолжение прежнего сотрудничества, компания Виасат и британская BBC Studios объявили о заключении новой сделки.
В сентябре 2020 года компания Виасат объявила о лицензионном двухлетнем контракте с ViacomCBS, который добавил телеканалам Виасат и онлайн-кинотеатру ViP Play 150 часов библиотечного контента, включая кинохиты и новые блокбастеры, от Paramount Pictures.

### Настоящее время
В марте 2022 года компания Виасат провела ребрендинг онлайн-кинотеатра ViP Play в viju.
В октябре 2022 года компания Виасат начала производство собственного спортивного турнира по снукеру viju snooker cup. Матчи группового этапа были показаны каждое воскресенье с 18 декабря по 19 февраля, а полуфиналы и финал турнира — 26 февраля, 5 и 12 марта в прямом эфире на канале viju+ Sport и в стриминге viju.
20 марта 2023 года Национальная Медиа Группа вышла из состава учредителей ООО «Синерджи». 80 % юрлица стали принадлежать ООО «Гранат», ещё 20 % — ООО «Сабиеро Холдингс Лимитед» (Sabiero Holdings Limited).
В апреле 2023 года компания Виасат провела масштабный ребрендинг, объединив все телеканалы под брендом viju. Каналы, доступные в базовых или премиальных пакетах операторов, получили названия: viju TV1000, viju TV1000 русское, viju TV1000 action, viju Explore, viju Nature, viju History. Пакет ViP изменил свое название на viju+. В его состав по-прежнему входит шесть телеканалов с обновленными брендами: viju+ Premiere, viju+ Megahit, viju+ Comedy, viju+ Serial, viju+ Sport. Канал Viasat Nature/History HD полностью изменил название и контентную стратегию, став viju+ Planet.
27 ноября 2023 года начал вещание телеканал для женской аудитории «viju TV1000 новелла».

## Руководство
Алексей Кроль — генеральный директор

## Телеканалы

### Киноканалы
- viju TV1000 — зарубежные фильмы для всей семьи
- viju TV1000 русское —  телеканал современного российского кино для семейного просмотра
- viju TV1000 action — телеканал с фильмами экшн-жанра, ориентированный преимущественно на мужчин
- viju TV1000 новелла — телеканал романтических фильмов, ориентированный на женскую аудиторию
- viju TV1000 romantica – телеканал с сериалами из Турции, Бразилии, Аргентины и востребованным португальскими сериалами, корейскими и китайскими дорамами, ориентированный на женскую аудиторию 25-49 лет

### Документально-познавательные каналы
- viju Explore — познавательно-развлекательный канал для мужчин о необычных профессиях и увлечениях
- viju History — документально-познавательный канал о мировой истории
- viju Nature — документально-познавательный канал о природе и животных
- Da Vinci — детский телеканал с познавательными и развивающими программами

### Спортивные каналы
- viju+ Sport — прямые трансляции мирового спорта, развлекательные программы, специальные репортажи

### Пакет телеканалов viju+
- viju+ Premiere — телеканал премьер и новинок мировых фильмов, мультфильмов, сериалов
- viju+ Megahit — телеканал хитов мирового кинематографа
- viju+ Comedy — киноканал, полностью посвященный комедиям
- viju+ Serial — телеканал мировых сериалов
- viju+ Planet — познавательно-развлекательный канал о природе и культуре разных стран
- viju+ True Crime — новый телеканал запланирован осенью 2024 года

### Онлайн-проекты
- Стриминговый сервис viju